# Callilepis (Gnaphosidae)
Callilepis là một chi nhện trong họ Gnaphosidae.

## Các loài
Chi này gồm các loài:
- Callilepis chakanensis Tikader, 1982 — India
- Callilepis chisos Platnick, 1975 — USA
- Callilepis concolor Simon, 1914 — Southern Europe
- Callilepis cretica (Roewer, 1928) — Macedonia, Greece, Turkey, Azerbaijan
- Callilepis eremella Chamberlin, 1928 — North America
- Callilepis gertschi Platnick, 1975 — USA, Mexico
- Callilepis gosoga Chamberlin & Gertsch, 1940 — USA
- Callilepis imbecilla (Keyserling, 1887) — USA, Canada
- Callilepis ketani Gajbe, 1984 — India
- Callilepis lambai Tikader & Gajbe, 1977 — India
- Callilepis mumai Platnick, 1975 — USA, Mexico
- Callilepis nocturna (Linnaeus, 1758) — Europe, Caucasus, Russia (Europe to Far East), Kazakhstan, China, Japan
- Callilepis pawani Gajbe, 1984 — India
- Callilepis pluto Banks, 1896 — USA, Canada
- Callilepis rajani Gajbe, 1984 — India
- Callilepis rajasthanica Tikader & Gajbe, 1977 — India
- Callilepis rukminiae Tikader & Gajbe, 1977 — India
- Callilepis schuszteri (Herman, 1879) — Europe, Caucasus, Russia (Europe to Far East), China, Korea, Japan